# Баярдо, Луис
Луис Хосе Баярдо Рамирес (исп. Luis Jorge Bayardo Ramírez, род. 28 октября 1935, Теколотлан, Халиско) — мексиканский актёр театра и кино и мастер дубляжа.

## Биография
Родился 28 октября 1935 года в Теколотлане. В 1959 году дебютировал в мексиканском театре, в мексиканском кинематографе дебютировал в 1960 году и вплоть до 2019 года снялся в 54 работах в кино и телесериалах. Актёр сделал плодотворную карьеру в качестве мастера дубляжа, озвучивая бесчисленные голливудские фильмы, а также мультсериалы и мультфильмы компании Disney. Актёр снялся более чем в тридцати телесериалах, поскольку он является пионером этого жанра. Актёр дважды был номинирован на премию TVyNJovelas, но проиграл. Оба раза он был номинирован как «лучший выдающиеся актёр».
По состоянию на 2024 год, в последний раз актёр снялся в 2023 году.

## Личная жизнь
Луис Баярдо женился на Сесилии Пулидо. В этом браке родилось пятеро детей: Габриэла, Марта, Парис, Сесиль и Сиуль.

## Фильмография

### Телесериалы
- 1995 — Узы любви

## Дубляж

### Зарубежные актёры, говорившие голосом Луиса Баярдо
- Ричард Дрейфус
- Джек Леммон (10 фильмов)
- Джеффри Раш
- Роберт Рэдфород
- Фрэнк Синатра (8 фильмов)
- Роберт Тэйлор